# Alkuk
Az Alkuk (Bargaining) a Született feleségek (Desperate Housewives) című amerikai filmsorozat száznyolcadik epizódja. Az Amerikai Egyesült Államokban először az ABC (American Broadcasting Company) adó vetítette 2009. május 3-án.

## Az epizód cselekménye
Lynette és Tom úgy döntenek, hogy a mindennapos szexszel erősítik meg a kapcsolatukat, ezért Tom még az irodában is felkeresi a feleségét. Bree elhatározza, hogy elválik Orsontól, és ehhez Karl segítségét kéri. Katherine folyamatosan erőlteti a házasság kérdését Mike-nál, azonban nem olyan válaszokat kap, mint amire vár. Jackson újra felbukkan Susan életében, és megkéri a nő kezét. Susan ekkor szerelmet vall a férfinak, ám az elmondja neki, hogy csak a vízum miatt kell nősülnie. Dave bosszút akar állni Susanen, ezért M. J.-vel együtt horgászni hívja. Juanita a gyönyörű anyukájára akar hasonlítani, ezért kisminkelve megy az iskolába. Carlos ennek hatására pedig úgy dönt, hogy az "Év spanyol üzletembere" díj átadására Gaby smink nélkül jelenjen meg...

## Mellékszereplők
- Richard Burgi - Karl Mayer
- Kathryn Joosten - Karen McCluskey
- Gale Harold - Jackson Braddock
- Tuc Watkins - Bob Hunter
- David Fabrizio - Collins nyomozó
- Billy Mayo - Lyons nyomozó
- Madison De La Garza - Juanita Solis
- Daniella Baltodano - Celia Solis
- Mason Vale Cotton - M.J. Delfino
- Sawyer Church - Evan Mayer

## Mary Alice epizódzáró monológja
- A narrátor, Mary Alice monológja az epizód végén így hangzik (a magyar változat alapján):

"Ebben az utcában az alkudozás napnyugtakor véget ér. Egy kislány szót fogad és korán ágyba bújik, ha az édesanyja engedi, hogy felvegye az ő régi ruháit. Egy nő engedi, hogy a vőlegénye nála éjszakázzon, ha megelégszik azzal, hogy a kanapén alszik. Egy férfi engedi, hogy a szeretője hozzábújjon, ha cserébe nem beszélnek a jövőről. Igen, a Lila akác közben mindenki ért az alkudozáshoz, de néha megesik, hogy többet kapnak, mint amit kialkudni akartak."

## Érdekességek
- Hónapok óta (legutóbb az Ég a város című részben tűnt fel) először ebben az epizódban szerepelt a Jackson Braddockot alakító Gale Harold, aki egy motorbaleset következtében kénytelen volt felhagyni a munkával egy időre. Az évad hátralévő három részében is szerepel.

## Epizódcímek más nyelveken
- Angol: Bargaining (Alkudozás)
- Francia: Trop laide pour toi (Számodra túl csúnya)
- Olasz: Contrattazioni (Alkuk)
- Német: Verhandlungssache (Üzleti ügy)